# 阿爾泰市

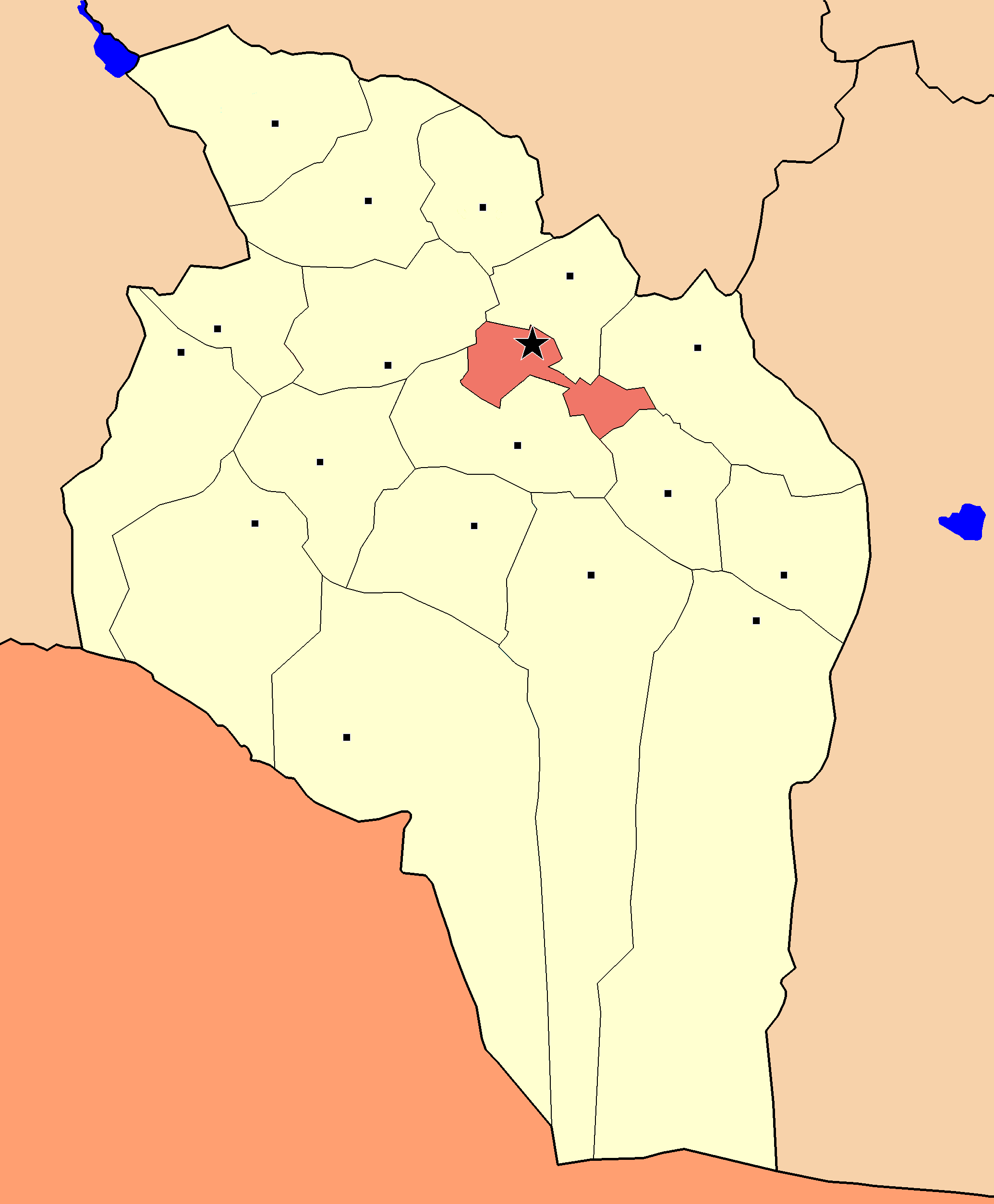
阿爾泰在戈壁阿尔泰省的位置

阿爾泰是蒙古国的城市，位于该国西南部，也是戈壁阿尔泰省首府。阿尔泰市官方行政区的正式名称为耶森布拉格苏木。2008年人口15800人，气候属于半干旱气候。当地有阿尔泰机场，与阿尔拜赫雷和乌兰巴托有航班。